# Пескуеса
Пескуеса (ісп. Pescueza) — муніципалітет в Іспанії, у складі автономної спільноти Естремадура, у провінції Касерес. Населення — 160 осіб (2010).
Муніципалітет розташований на відстані близько 250 км на захід від Мадрида, 55 км на північний захід від Касереса.

## Демографія
Динаміка населення (INE ):